# Amatonga inhacae
Amatonga inhacae is een rechtvleugelig insect uit de familie Euschmidtiidae. De wetenschappelijke naam van deze soort is voor het eerst geldig gepubliceerd in 1973 door Descamps.